# Rachowice
Rachowice (dodatkowa nazwa w j. niem. Rachowitz; dawn. Buchenlust)– wieś sołecka w Polsce, położona w województwie śląskim, w powiecie gliwickim, w gminie Sośnicowice.
W latach 1975–1998 miejscowość administracyjnie należała do województwa katowickiego.

## Nazwa
W 1295 w kronice łacińskiej Liber fundationis episcopatus Vratislaviensis (pol. Księga uposażeń biskupstwa wrocławskiego) miejscowość wymieniona jest jako Rachowitz. W 1936 w czasie rządów narodowych socjalistów została zmieniona na całkowicie niemiecką Buchenlust. 

## Historia
Wieś Rachowice powstała w drugiej połowie XIII wieku. W 1475 rycerz Mikołaj Bierawa sprzedał dwór i wieś rycerzowi Christofowi Dziecko. W 1571 Rachowice przeszły w ręce Larischów, a w 1602 właścicielem był Orzeski von Syrin. W latach 1625–1711 wieś była w posiadaniu rodu von Holy. W 1720 dobra nabył Polak, hrabia Gabriel Wyhowski, a od 1730 Rachowice stały się własnością hrabiów von Hoditz, którzy byli właścicielami dóbr sośnicowickich. W styczniu 1945 żołnierze sowieccy podpalili plebanię. Wraz z plebanią spłonęły wszystkie dokumenty parafialne oraz księgi metrykalne. Podczas II Wojny Światowej we wsi istniał obóz jeńców wojennych Arbeits Kommando E149. Więźniowie, głównie Brytyjczycy, byli zaangażowani w prace leśne; zostali ewakuowani pieszo w styczniu 1945.
1 stycznia 1952 wyłączone z gminy Rudziniec i włączone do gminy Sośnicowice.

## Zabytki
- Kościół Świętej Trójcy – istniał już w 1305; wzmiankowany w latach 1376 i 1447. Zakrystia i prezbiterium gotyckie z XV/XVI wieku – murowane; nawa i wieża – drewniane. W kościele zachował się oryginalny, drewniany, dębowy portal z XVII wieku, wspaniały przykład niegdysiejszej sztuki ciesielskiej. Uwagę zwracają również kute, stalowe drzwi do zakrystii, stanowiące przykład XV-wiecznej sztuki hutniczej i kowalskiej. We wnętrzu kościoła barokowy ołtarz główny, bogato rzeźbiony i złocony, z licznymi rzeźbami figuralnymi. Na uwagę zasługuje też ogrodzenie kościoła wykonane w XVIII/XIX wieku, nakryte dwuspadowym daszkiem gontowym.
- Kapliczka – kapliczka z połowy XIX wieku, wyremontowana w 1982.
- Pomnik Juliusa Rogera – pomnik lekarza związanego głównie z Rudami Raciborskimi znajdujący się w lesie na wschód od wsi.
- Obelisk – pomnik ku czci ofiar I wojny światowej z 1918 oraz ku czci poległych na frontach i zmarłych w czasie II wojny światowej.
- Rzeźba św. Jana Nepomucena – barokowa rzeźba z XVIII wieku.
- Spichlerz – drewniany obiekt z pierwszej połowy XIX wieku.

## Przyroda
- Dąb bezszypułkowy – dąb o obwodzie 326 cm, znajdujący się w lesie na wschód od wsi i 750 m na południe od pomnika Juliusa Rogera.
- Dąb szypułkowy – dąb o obwodzie 305 cm z uszkodzonym pniem, znajdujący się w lesie na wschód od wsi, dojście niebieskim szlakiem 2,2 km od gajówki Potempa w stronę Kozłowa.
- Dęby szypułkowe – dęby o obwodach od 320 cm do 348 cm.
- Lipa drobnolistna – lipa o obwodzie 362 cm.

## Edukacja
Przedszkola:
- Przedszkole w Rachowicach

## Turystyka
Przez wieś przebiega szlak turystyczny:
- – Szlak Powstańców Śląskich